# Hip Hop Hooray
Singles de Naughty by Nature
Uptown Anthem
(1992) It's On
(1993)
Hip Hop Hooray est un single de hip-hop sorti par le groupe Naughty by Nature en 1993. Elle est aussi présente sur l'album 19 Naughty III (1993).
La chanson est numéro un une semaine au hit-parade américain consacré au R&B et a atteint la place numéro huit sur celui de la pop.
Le refrain « hey ho… ho… hey… » est particulièrement connu.

## Clip
Le clip est réalisé par Spike Lee. Le groupe apparait aux côtés d'autres personnalités comme Queen Latifah, Eazy-E, Monie Love, Da Youngsta's, Kris Kross, Tupac Shakur et Run–DMC.

## Postérité
En 2020, l'actrice et chanteuse Rita Wilson, femme de Tom Hanks, est en Italie et se soigne de la maladie à coronavirus 2019. Elle publie sur les réseaux sociaux une vidéo où elle interprète la chansons. Plus tard, elle collabore avec Naughty By Nature pour produire un remix, posté sur Youtube, pour soutenir la campagne Musicares COVID-19 Relief Fund.
Cette chanson a été reprise par les Yankees de New York lorsqu'ils ont marqué un home run au Yankee Stadium. Les Devils du New Jersey l'utilisent également lorsqu'ils remportent un match à domicile au Prudential Center.